# The Last Vegas Opening Night
The Last Vegas Opening Night – album koncertowy Elvisa Presleya, składający się z utworów nagranych podczas ostatniego występu otwarcia w Las Vegas 2 grudnia 1976. Wydany w 2009 roku.  
Podczas tego występu Presley śpiewał po raz ostatni na żywo utwór „I Just Can’t Help Believin’” znany z filmu Elvis That’s The Way It Is z 1970.

## CD-1
1. "2001 Theme"
2. "See See Rider"
3. "I Got a Woman – Amen"
4. "Love Me"
5. "If You Love Me"
6. "You Gave Me a Mountain"
7. "Jailhouse Rock"
8. "It’s Now or Never - Are You Sincere (excerpt)"
9. "All Shook Up"
10. "Teddy Bear – Don’t Be Cruel"
11. "Dialogue - Don’t Be Cruel (excerpt)"
12. "And I Love You So"
13. "I Just Can’t Help Believin’"
14. "Fever"
15. "Softly As I Leave You"
16. "Polk Salad Annie"

## CD-2
1. "Band Introductions"
2. "Early Mornin' Rain"
3. "What’d I Say"
4. "Johnny B. Goode"
5. "Drum Solo (Ronnie Tutt)"
6. "Bass Solo (Jerry Scheff)"
7. "Piano Solo (Tony Brown)"
8. "Electric Piano & Clavinet Solo (David Briggs)"
9. "Love Letters"
10. "School Days"
11. "Celebrity Introductions (Vikki Carr, Glen Campbell)"
12. "Hurt #1"
13. "Hurt #2"
14. "Hound Dog (with false start)"
15. "Hawaiian Wedding Song (with false start)"
16. "Dialogue"
17. "Blue Christmas"
18. "That’s All Right, Mama"
19. "Bridge over Troubled Water"
20. "Introduction of Vernon Presley"
21. "Can’t Help Falling in Love"
22. "Closing Vamp"